# Fernanda Contri
Fernanda Contri (ur. 21 sierpnia 1935 w Ivrei) – włoska prawniczka, w latach 1993–1994 minister, sędzia Sądu Konstytucyjnego.

## Życiorys
Z wykształcenia prawniczka, absolwentka Università degli Studi di Genova z 1959. Uzyskała uprawnienia adwokata, praktykując w Genui i specjalizując się w prawie cywilnym oraz administracyjnym. Była wiceprzewodniczącą włoskiej organizacji skupiającej adwokatów, uczestniczyła w komisjach rządowych zajmujących się reformami systemu prawnego. W 1986 została powołana w skład Najwyższej Rady Sądownictwa. Była działaczką Włoskiej Partii Socjalistycznej. W 1992 dołączyła do administracji rządowej Giuliana Amato. Od kwietnia 1993 do maja 1994 sprawowała urząd ministra spraw społecznych w rządzie Carla Azeglia Ciampiego. W latach 1996–2005 była sędzią Sądu Konstytucyjnego, w 2005 pełniła funkcję wiceprzewodniczącej tej instytucji. Związana później z Partią Demokratyczną, współtworzyła statut tego ugrupowania.
Odznaczona Orderem Zasługi Republiki Włoskiej I klasy.